# Jack's Pond Provincial Park
Jack's Pond  Provincial Park  är en provinspark i Newfoundland och Labrador i Kanada. Den ligger på Avalon Isthmus på Newfoundland mellan städerna Arnold's Cove och Southern Harbour.
Nära parken finns campingplatsen Jack's Pond Park som tidigare var en del av provinsparken men som privatiserades 1997.